# Cipar Pari Timur
Cipar Pari Timur is een bestuurslaag in het regentschap Subulussalam van de provincie Atjeh, Indonesië. Cipar Pari Timur telt 961 inwoners (volkstelling 2010).